# 清水金丝桃
清水金丝桃（学名：Hypericum nakamurae）为藤黄科金丝桃属下的一个种。

## 扩展阅读
- 維基物種上的相關：清水金丝桃